# Thomas Taggart
Thomas Taggart, né le 17 novembre 1856 dans le comté de Monaghan en Irlande et mort le 6 mars 1929 à Indianapolis, est un homme politique américain affilié au Parti démocrate.
Il est le 18e maire d'Indianapolis (entre 1895 et 1901) et un sénateur (1916).